# Зозов (Ровненская область)
Зозов (укр. Зозів) — село в Шпановской сельской общине Ровненского района Ровненской области Украины.
Население по переписи 2001 года составляло 242 человека. Почтовый индекс — 35302. Телефонный код — 362. Код КОАТУУ — 5624689503.